# Pakundia
Pakundia (en bengali : পাকুন্দিয়া) est une upazila du Bangladesh dans le district de Kishoreganj. En 1991, on y dénombrait 210 355 habitants.